# Hippolyte De Kempeneer
Philippe Hippolyte De Kempeneer, né à Anderlecht (Belgique) le 2 janvier 1876 et mort en 1944, est un producteur et réalisateur belge.
Il est considéré comme l'une des grandes figures des premiers temps du cinéma belge.

## Biographie
Philippe Hippolyte De Kempeneer est né à Anderlecht le 2 janvier 1876, au domicile de ses parents, au n° 2 de la chaussée du Village. Son père, Laurent De Kempeneer, né à Anderlecht, était fabricant de courroies, et avait alors 24 ans. Sa mère, Marie Sidonie Smets, était née à Hombeek et en avait 19. Laurent De Kempeneer et Marie Sidonie Smets s'étaient mariés à Anderlecht en 1875. Laurent De Kempeneer est mort le 26 août 1876 soit seulement quelques mois après la naissance de son fils. Sa veuve, Marie Sidonie Smets, alors domiciliée au n° 56 de la rue du Rempart des Moines à Bruxelles, et qualifiée d'ouvrière tapissière, épousera à Bruxelles en 1889, en secondes noces, Pierre Joseph Foulon, employé, né en 1859 à Molenbeek-Saint-Jean. Marie Sidonie Smets est morte à Bruxelles le 27 février 1911 et Pierre Joseph Foulon, veuf, alors qualifié de négociant et domicilié au n° 25 de la rue du Canal à Bruxelles, épousera en 1912 à Bruxelles Marie Léonie De Prins, née à Haecht en 1877 et qui était déjà veuve aussi.
Philippe Hippolyte De Kempeneer, alors qualifié de représentant de commerce, et résidant à Molenbeek-Saint-Jean, épousa à Bruxelles en 1905 Antoinette Stuckens, née à Schepdael en 1885.
Ancien négociant en boissons, De Kempeneer tourne en 1897, son premier reportage, Le roi Léopold II à l’Exposition de Tervueren (Koning Leopold II op de Tentoonstelling in Tervuren). Les images sont enregistrées le jour de l’inauguration de la section coloniale de l’Exposition internationale de Bruxelles consacrée à l’État indépendant du Congo. Conscient de l’intérêt que les spectateurs belges commencent à porter à ces images plus proches de leur réalité, il lance un programme d’actualités cinématographiques, "La Semaine animée", qui sera diffusé chaque vendredi de 1912 à 1914. Les enjeux moraux et pédagogiques du cinéma — notamment des films documentaires — lui tiennent particulièrement à cœur. En 1913 il fonde la Ligue du cinéma moral et en 1914, il ouvre le Cinéma des familles, une petite salle consacrée aux documentaires, dans laquelle il organise des matinées scolaires. Poursuivant la mission dont il se sent investi, il crée pendant la guerre la Compagnie belge des films instructifs. Cette société sert de paravent à des activités anti-allemandes.
Pendant l'occupation allemande de Bruxelles, De Kempeneer tourne clandestinement un film consacré au journal clandestin La Libre Belgique, titre adopté pendant la guerre par le journal Le Patriote. Le film fut présenté le lendemain du départ des troupes allemandes en pleine débâcle et le journal reparut en gardant son titre de la clandestinité, mais bientôt complété par un magazine hebdomadaire de reportages et de photographies nommé le Patriote Illustré.
Hyppolite De Kempeneer a eu quatre fils qui dirigèrent le laboratoire de développements, de tirages et de montage Labor Ciné. Installé le long de la chaussée de Mons, dans la commune bruxelloise d'Anderlecht, ce laboratoire exista jusque dans les années soixante avant d'émigrer en plein Bruxelles pour s'installer, sous le nom de Technifilm dans le quartier du cinéma des environs de la rue Royale où se trouvaient aussi les laboratoires concurrents Martin et Meuter-Titra, ainsi que les principaux distributeurs de films belges et étrangers.
Les productions de De Kempeneer sont abondantes et variées. Parmi les sujets traités, on remarque une fête des fleurs, un concours hippique, une foire aux bestiaux, des visites officielles ou des funérailles de personnalités, ou encore des scènes de colonies de vacances. Une série de films patriotiques est également produite, par exemple La Belgique martyre (Het Gemartelde België) de Charles Tutelier en 1919 ou de nombreux films d'Armand Du Plessy. Certaines de ces pellicules ont malheureusement été perdues. Il a aussi produit des films de Fernand Wicheler avec Willy Maury et Gilberte Legrand.
En 1923, un incendie ravagea son studio, mais les activités de laboratoire durèrent jusque dans le troisième quart du XXe siècle sous la direction de ses fils.

## Filmographie

### Réalisateur
- 1914 : Vente de la fleur de l'orphelin
- 1914 : Arrivée et séjour à Bruxelles des souverains danois
- 1914 : Concours hippique au Cinquantenaire
- 1914 : Fête des fleurs de Jenny l'ouvrière, place de la Monnaie
- 1914 : Funérailles du bourgmestre Buls
- 1914 : Le Ministre de l'agriculture assiste à l'ouverture de l'exposition de la race bovine au Cinquantenaire
- 1914 : Remise du drapeau aux boy-scouts au Cinquantenaire
- 1914 : Le Roi visite l'exposition d'agriculture au Cinquantenaire
- 1914 : Transformation de Bruxelles : jonction Nord-Midi, premier pont du chemin de fer jeté au-dessus de la capitale, rue de Terre-Neuve
- 1918 : Ravitaillement de la ville, arrivée des légumes'
- 1918 : Bruxelles pendant l'Occupation
- 1918 : Buanderie communale au Palais du Midi
- 1918 : Consultations de nourrissons et cantine maternelle, impasse des Allemands
- 1918 : Distribution de farine, Rue du Frontispice
- 1918 : Fabrication de couques scolaires à la Maison du Peuple
- 1918 : La Soupe communale à Bruxelles
- 1918 : Cure d'air pour nourrissons à Boitsfort
- 1918 : À la meunerie bruxelloise
- 1918 : Colonie de jeunes filles chétives à Zellick
- 1918 : Magasins communaux. Porcherie à Lunapark et ferme d'élevage
- 1918 : Laiteries du comité national
- 1918 : Hangars du Comité national au bassin Vergote, arrivée de bateaux, déchargement de graisses et de lard
- 1918 : Ravitaillement de la ville, distribution de beurre et moules aux Halles Centrales
- 1918 : Les Réfugiés français à Bruxelles
- 1919 : La Fête organisée par la ville de Bruxelles en l'honneur des combattants bruxellois
- 1919 : Rentrée de la famille royale à Gand après l'armistice
- 1919 : Restaurants Bruxellois
- 1919 : La Libre Belgique Clandestine
- 1921 : Arrivée du prince du Japon Hiro Hito
- 1941 : Belgique toujours